# Biblioteca de Santa Genoveva
La Biblioteca de Santa Genoveva (en francés : Bibliothèque Sainte-Geneviève ) es una biblioteca pública francesa ubicada en París, en la plaza del Panteón y alberga aproximadamente dos millones de documentos. Forma parte de la Universidad Sorbona Nueva - París 3.

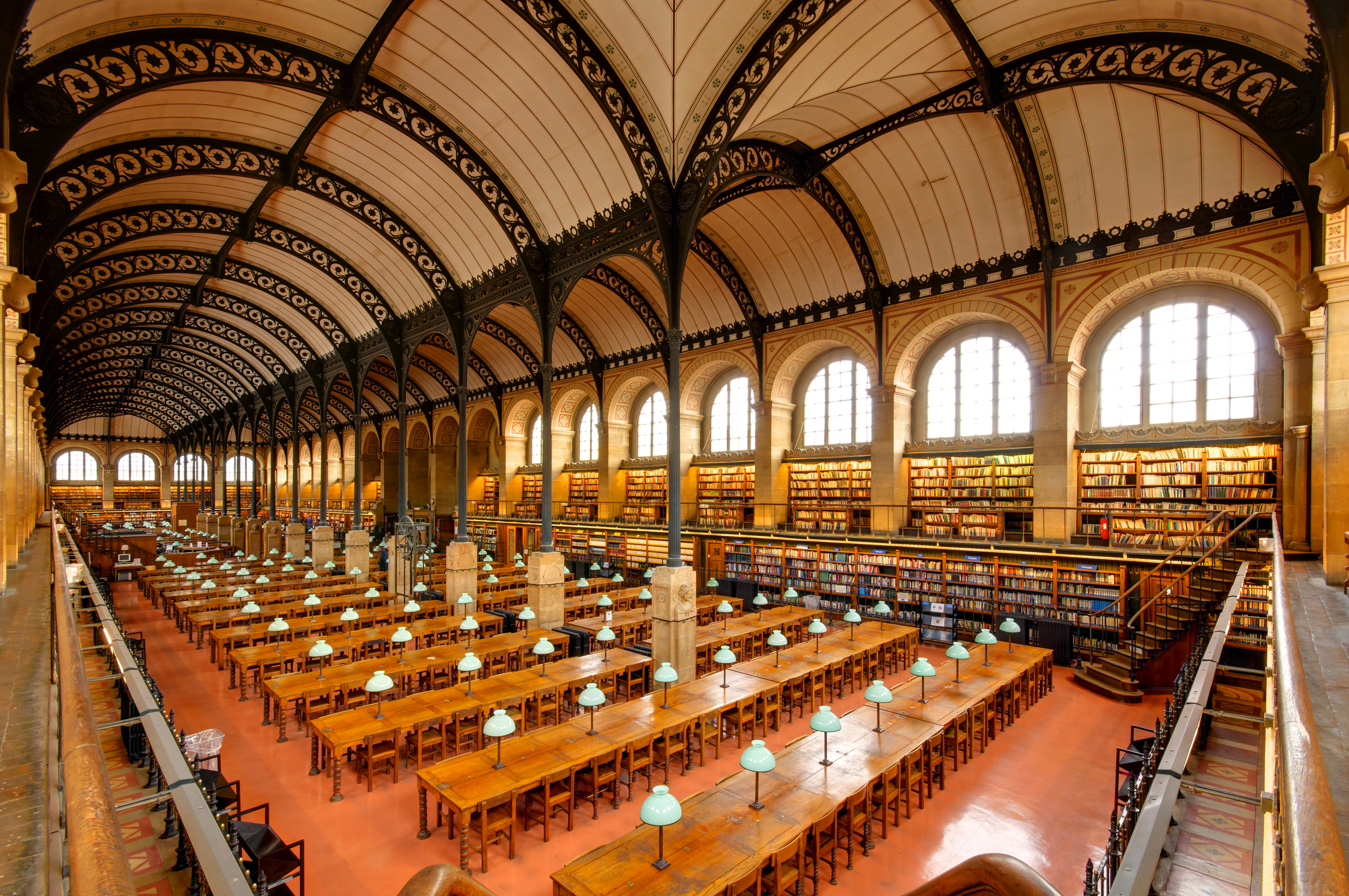
La sala de lectura principal (2011)

El edificio fue proyectado por Henri Labrouste a mediados del siglo XIX, y fue construido entre 1843-1850 y fue inaugurada el  2 de febrero de 1851. Su interés arquitectónico radica en ser uno de los escasos ejemplos de arquitectura del Hierro que se conservan de ese siglo; aunque en el exterior imita el estilo renacentista, la estructura metálica que soporta el edificio puede verse libre en el interior.
Entre sus fondos hay más de 4300 manuscritos, impresos, fotografías y objetos de arte.

## Planos

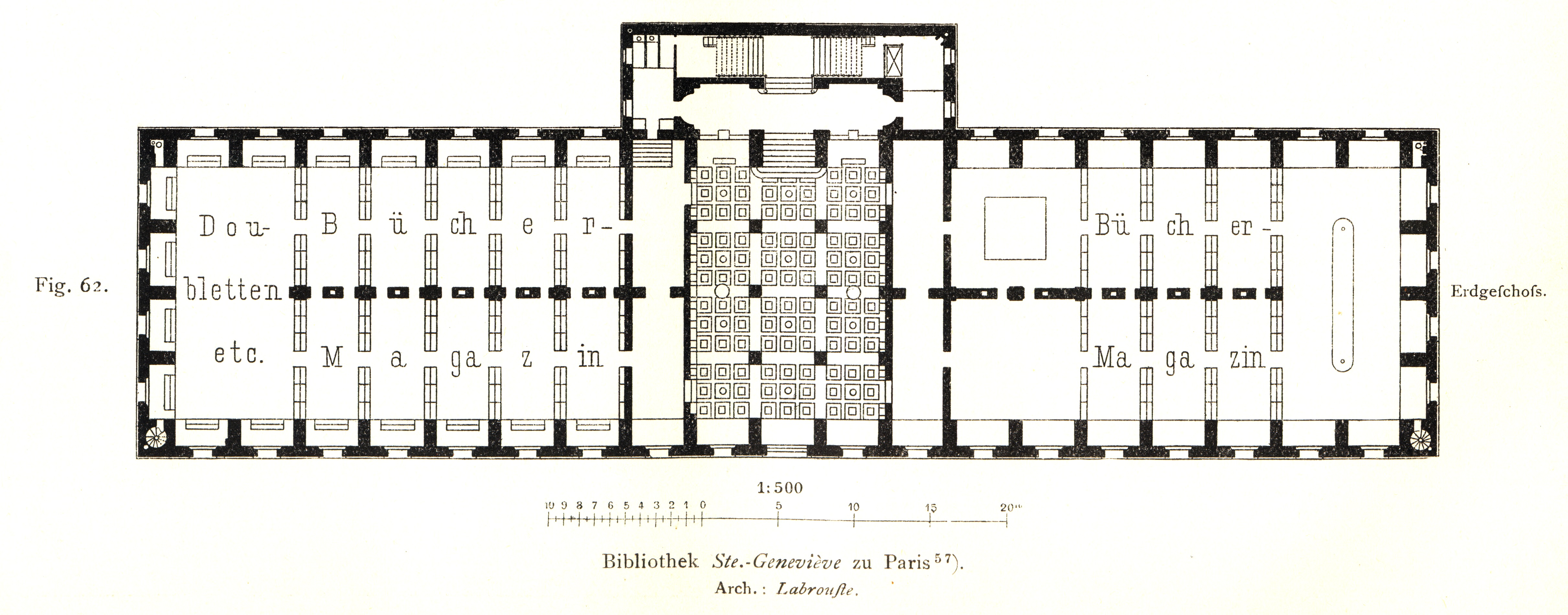
Plano de planta baja (vestíbulo)
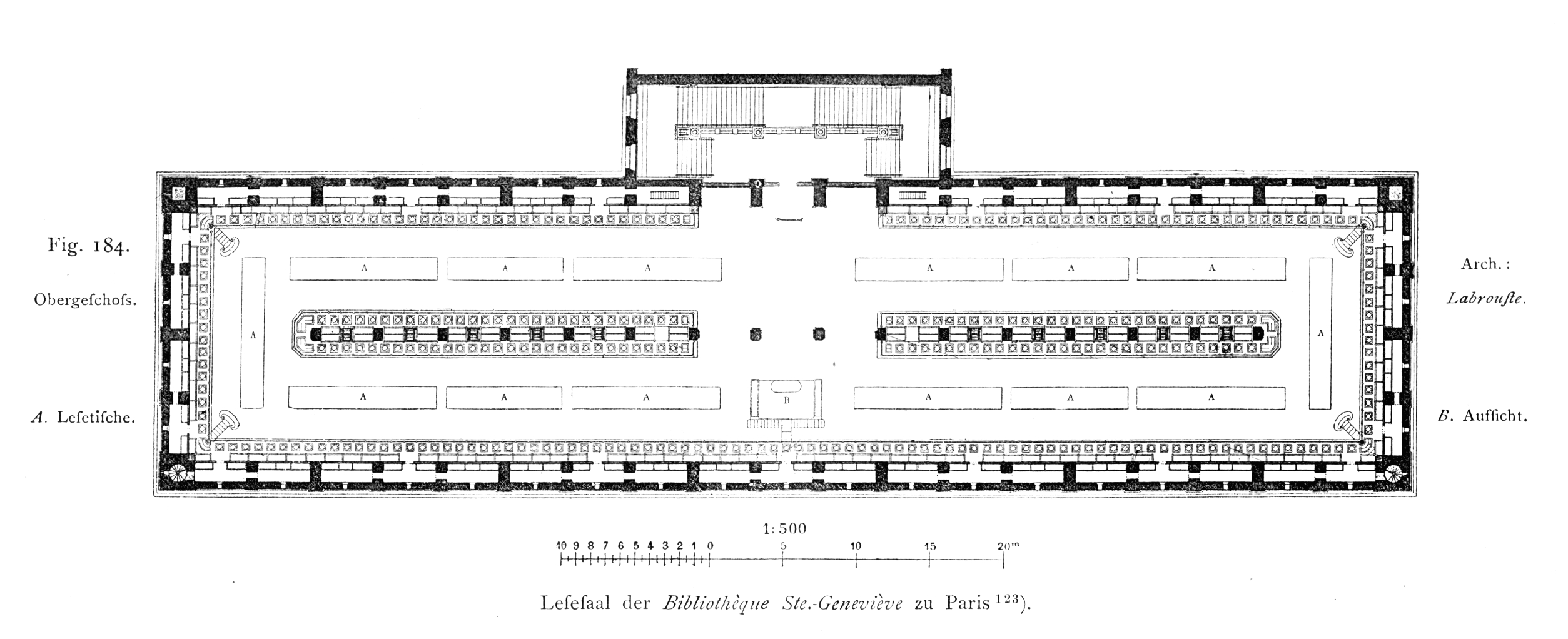
Plano de la planta principal (sala de lectura)
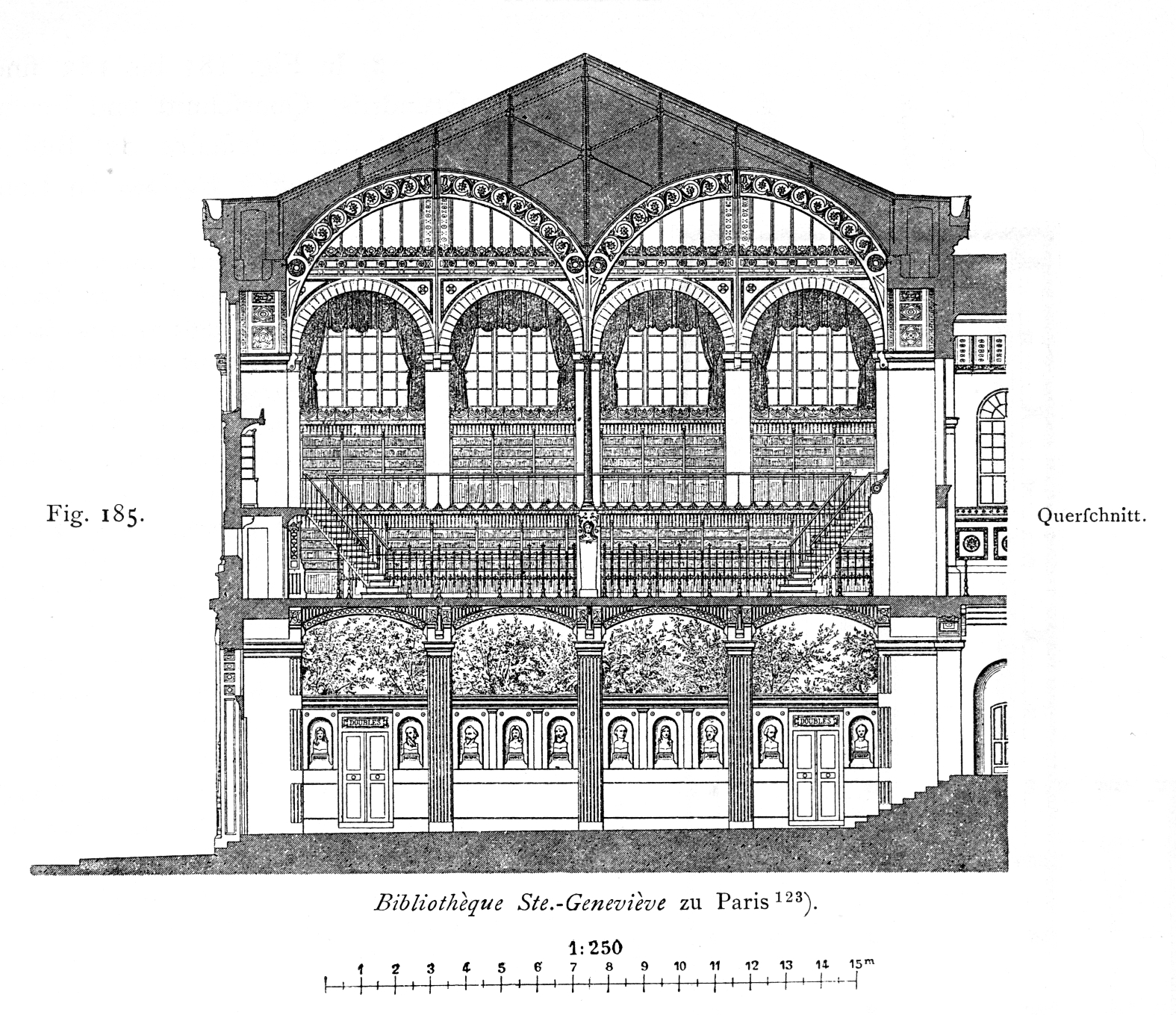
Sección transversal del vestíbulo y la sala de lectura (incompleta)
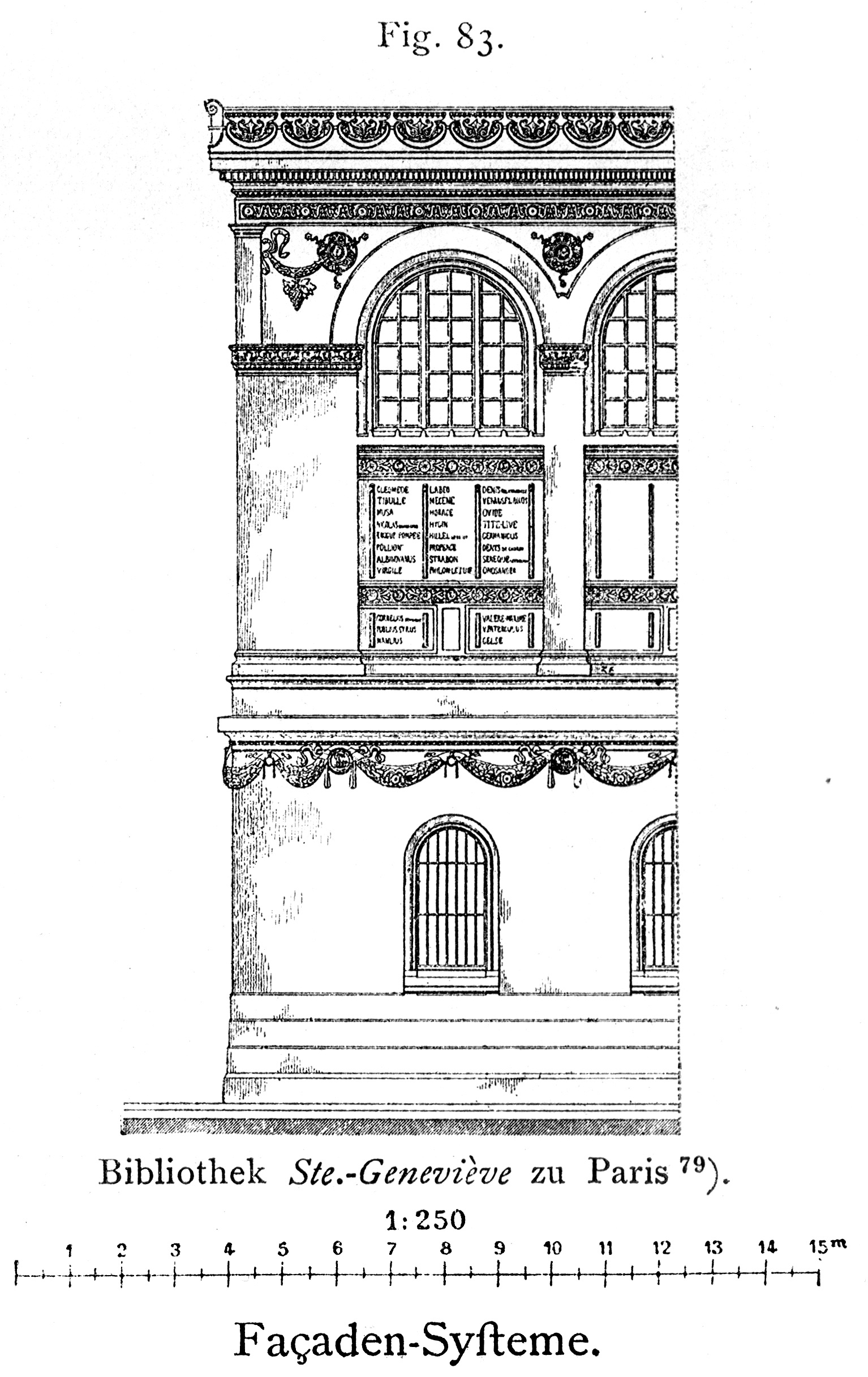
Alzado de la fachada